# Martyrs
Martyrs és una pel·lícula de terror psicològic de 2008 escrita i dirigida per Pascal Laugier. El film segueix a Lucie i Anna, interpretades per Mylène Jampanoï i Morjana Alaoui, en la recerca de les persones que les van segrestar i torturar quan eren infants. S'ha subtitulat al català.
Martyrs es va estrenar al 61è Festival Internacional de Cinema de Canes, i es va projectar als cinemes francesos el 3 de setembre de 2008. La pel·lícula va ser controvertida des del començament, rebent tant crítiques favorables com desfavorables, i s'ha associat amb el moviment del nou extremisme francès. El 2015 es va estrenar una nova versió de producció estatunidenca que duu el mateix títol.

## Argument
El 1971, la jove Lucie s'escapa d'un escorxador abandonat on ha estat empresonada i torturada durant més d'un any. És internada en un orfenat, on fa amistat amb Anna.

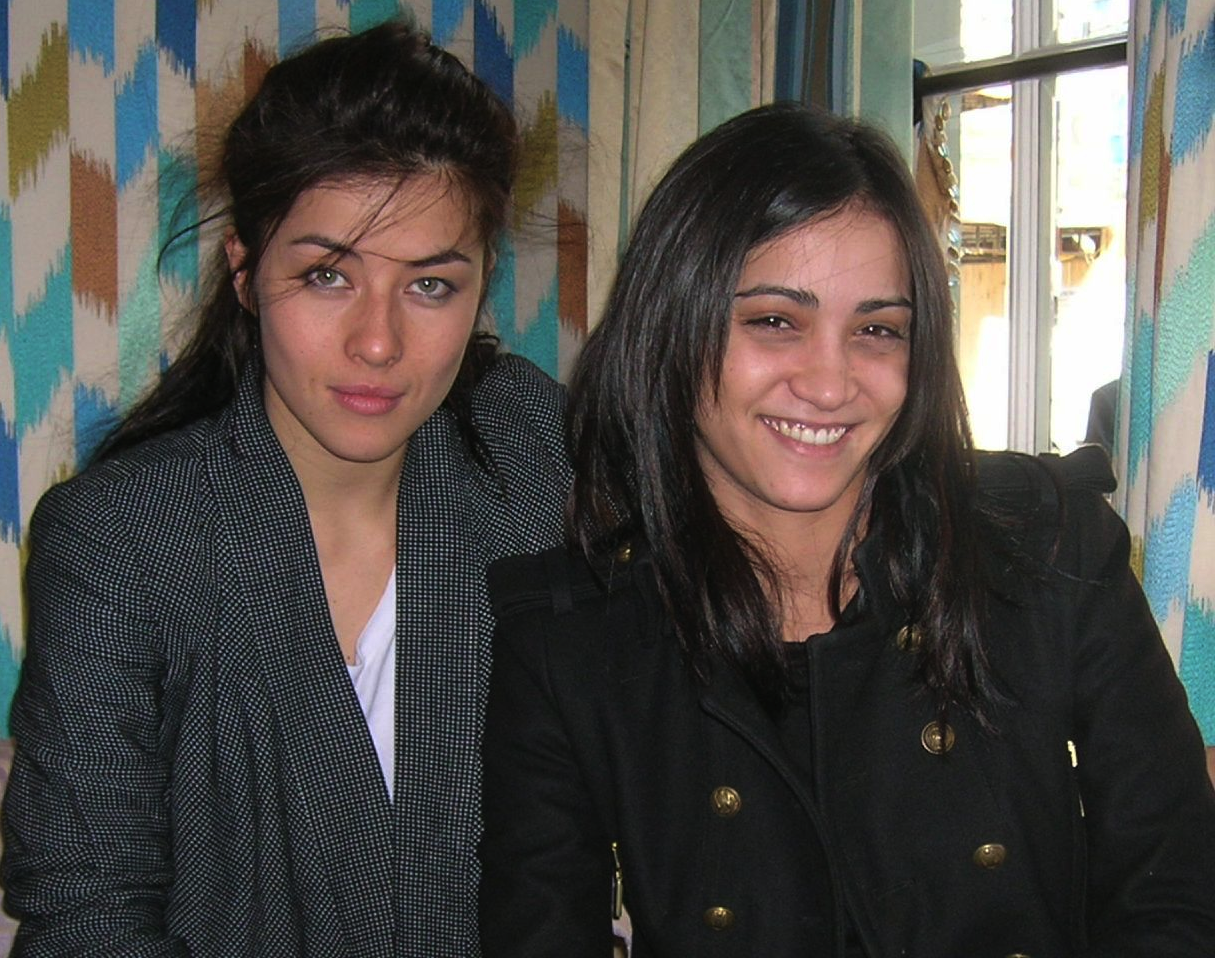
Les actrius principals Mylène Jampanoï i Morjana Alaoui

## Producció
Pascal Laugier va declarar que «la pel·lícula va ser rebutjada per tots els grans estudis francesos i també per moltes actrius. La pel·lícula va comptar amb el suport de Canal+, l'únic canal de televisió de França que encara finança alguns projectes insòlits». També va comentar que la principal dificultat més enllà dels efectes especials era mantenir les actrius plorant tota l'estona, fet massa exigent.
La comissió francesa de classificació de les obres cinematogràfiques va valorar la pel·lícula 18+ (no apta per a menors de 18 anys), fet al qual els productors de la pel·lícula van apel·lar. Com a últim recurs, la Societat Francesa de Directors de Cinema (SRF) va demanar al Ministeri de Cultura francès que examinés la decisió, remarcant que «aquesta és la primera vegada que una pel·lícula de gènere es veu amenaçada amb aquesta qualificació». La Unió de Periodistes de Cinema va adoptar la mateixa posició que l'SRF, assenyalant la censura. La ministra de Cultura, Christine Albanel, va demanar a la comissió de classificació que canviés la seva qualificació, fet que es va fer el juliol de 2008. Finalment, Martyrs va tenir una qualificació de 16+.

## Remake
El 2008, el director original Pascal Laugier va confirmar en una entrevista que estava enmig de la negociació dels drets perquè Martyrs es tornés a filmar als Estats Units d'Amèrica. Havia de ser dirigida per Daniel Stamm, director de The last exorcism, i escrita per Mark L. Smith, guionista de Vacancy, així com pels productors de Crepuscle. El productor de la pel·lícula va dir que li agradaria l'actriu de Kristen Stewart, encara que la seva presència a la pel·lícula va ser posteriorment refusada per Stamm. Stamm va afirmar que «la pel·lícula original és molt nihilista. L'enfocament que estic treballant passaria per tota aquesta foscor però després donaria una mica d'esperança. Hom no haurà de disparar-se quan s'acabi».
En una entrevista del 2014, Stamm va declarar que havia abandonat el projecte després que el pressupost s'hagués reduït: «crec que ara han tornat a fer la pel·lícula per un milió de dòlars, un pressupost molt baix. Ara hi ha aquesta filosofia a Hollywood que mai no es pot tornar enrere pel que fa al pressupost. Com a cineasta ets jutjat per això. I també hi ha aquest concepte que desconeixia que s'anomena plateauing, on si ets un cineasta que fa dues pel·lícules amb el mateix pressupost, aquest es converteix en el teu. Ets l'home de la pel·lícula de 3 milions de dòlars, i això és tot el que fas. I així els meus agents no em van deixar fer la pel·lícula d'un milió de dòlars, perquè aleshores això hagués estat tot per a mi».
El febrer de 2015, les productores Blumhouse Productions i The Safran Company van anunciar que la pel·lícula ja estava rodada i que els germans Goetz, Michael i Kevin, l'havien dirigit, protagonitzada per Bailey Noble, Troian Bellisario, Kate Burton i Blake Robbins.